# The Orange Box
The Orange Box è una raccolta di videogiochi prodotti e pubblicati da Valve Corporation. La raccolta include cinque titoli, dei quali tre inediti: Half-Life 2 e Half-Life 2: Episode One, già pubblicati come prodotti singoli; Half-Life 2: Episode Two, Portal e Team Fortress 2, pubblicati in occasione della raccolta. Le versioni per Xbox 360 e Windows sono state messe in vendita dal 10 ottobre 2007 nei negozi, sebbene quest'ultima fosse già stata anticipata di un giorno per il download tramite Steam; la versione PlayStation 3 è stata pubblicata l'11 dicembre 2007.

## Contenuti
The Orange Box raccoglie cinque giochi: Half-Life 2 con i suoi due sequel Episode One e Episode Two; Portal e Team Fortress 2. Tutti i giochi contenuti nella raccolta usano il motore di gioco Source.

### Half Life 2e sequel
I sequel di Half-Life, anch'essi giochi di tipo sparatutto in prima persona ambientati in un mondo fantascientifico, riprendono la storia iniziata nel primo capitolo della serie, Half Life, datato 1998. Half-Life 2 e il suo primo sequel Episode One erano già in commercio rispettivamente dal 2004 e dal 2006, ma la loro inclusione nella raccolta fu accompagnata da un nuovo capitolo della serie, Episode Two.

### Portal
Videogioco rompicapo in prima persona, Portal vede il giocatore affrontare puzzle sempre più complicati all'interno di laboratori sperimentali circondato da una trama e dei personaggi ricchi di humor nero.

### Team Fortress 2

Logo di Team Fortress 2

Sequel di Team Fortress Classic, Team Fortress 2 è uno sparatutto in prima persona multigiocatore pubblicato dopo uno sviluppo durato nove anni, con un'esperienza di gioco molto differente rispetto ai capitoli precedenti ed uno stile artistico più affine ai cartoni animati e alle illustrazioni di artisti del novecento come Norman Rockwell.

## Colonna sonora
Il 21 dicembre 2007 è uscita la raccolta delle colonne sonore dei giochi inclusi ne l'Orange Box. È disponibili sia su CD audio che in formato MP3 sullo stesso Steam e in altri servizi di distribuzione digitale musicale. È stata inoltre inclusa nel videogioco Audiosurf, in formato MP3.

## Accoglienza
La compilation è stata accolta con grande favore dalla critica. IGN, che ha dato al prodotto su PC un voto pari a 9.5/10, ha definito la raccolta "uno dei migliori affari nella storia dei videogiochi". Furono però espresse alcune critiche, rivolte esclusivamente alla versione per Playstation 3, a causa di problemi di ottimizzazione.
Rivisitando la compilation di Valve nel suo decimo anniversario, il bisettimanale di economia Forbes ha definito il prodotto "un pinnacolo dell'azienda".